# ۱۹ محرم
۱۹ محرم، نوزدهمین روز از ماه محرم در تقویم هجری قمری است.
در تقویم هجری قمری قراردادی این روز نوزدهمین روز سال است.

## زادگان
- ۱۲۹۷ - مصطفی صادق رافعی نویسنده و شاعر مصری.
- ۱۳۸۵ - محمد بشیر ابراهیمی، فقیه مالکی، زبان‌شناس، ادیب، روزنامه‌نگار و اصلاح‌طلب الجزایری.